# Pristipomoides filamentosus
Pristipomoides filamentosus és una espècie de peix de la família dels lutjànids i de l'ordre dels perciformes.

## Morfologia
- Els mascles poden assolir 100 cm de longitud total.[4][5]

## Hàbitat
És un peix marí i d'aigües profundes que viu entre 40-400 m de fondària.

## Distribució geogràfica
Es troba des de l'Àfrica oriental fins a Hawaii, Tahití, el sud del Japó i l'est d'Austràlia.

## Ús comercial
Es comercialitza fresc.